# Locust Necktown
Locust Necktown, nekadašnje selo Nanticoke Indijanaca koe se 1792. nalazilo na rijeci Choptank u Marylandu, na području današnjeg okruga Dorchester. U selu je živjela ona skupina Nanticoka (u užem smislu) koja je ostala u Marylandu gdje su poznati kao Wiwash. Među njima bila je udovica (Mrs. Mulberry) posljednjeg poglavice Nanticoka, uz čiju je pomoć sastavljen rječnik jezika nanticoke.,